# Rolls-Royce Vulture
Роллс-Ройс Валчер (англ. Rolls-Royce Vulture) — британський авіаційний двигун, розроблений незадовго перед Другою світовою війною фірмою Rolls-Royce Limited. Являв собою досить незвичайний X-подібний 24-циліндровий двигун, в якому було використано чотири 6-циліндрових блоки від двигуна Kestrel, що працювали на один вал і мали спільний картер. Розрахункова потужність сягала 1780 к.с. (1309 кВт), однак через подальші проблеми з доведенням експлуатаційну потужність зменшили до 1450-1550 к.с. шляхом обмеження максимальних обертів.
Згідно фірмовій системи найменування двигунів на честь хижих птахів, новий мотор назвали «падальник.
Хоча під Vulture розробляли кілька нових типів літаків, роботу над двигуном було припинено у 1941 р., а розробники сконцентрували зусилля на більш успішному Merlin. 
Іншим двигуном зі схожеми параметрами був Napier Sabre, який, після тривалого доведення, проявив себе більш успішно.

## Розробка і конструкція
Rolls-Royce Kestrel з робочим об’ємом 21,24 л. (1296 кубічних дюймів) був досить звичайної конструкції V-подібним 12-циліндровим двигуном. Vulture був, фактично, здвоєним Kestrel, з новим картером, колінчастим валом нової конструкції и робочим об’ємом 42,48 л (2592 кубічних дюйми). Хоча діаметр циліндрів і хід поршнів лишилися незмінними, відстань між циліндрами у блоці було збільшено через більшу довжину валу із додатковим корінним підшипником і ширшими шатунними шийками.
Двіигун не було доведено, оскільки фірма «Роллс-Ройс» припинила його розробку у 1940 р. під час Битви за Британію, щоб сконцентрувати зусилля на Merlin. Через це експлуатаційна надійність Vulture була дуже низькою. Крім недобору потужності, він потерпав від поломів шатунних підшипників (через погане змащування), а також мав проблеми з охолодженням. Інженери фірми спочатку були впевнені, що зможуть розв’язати ці проблеми, однак, почасти завдяки прискореному розвитку у 1940 р., значно менший Merlin вже практично досяг потужності, передбаченої початковою специфікацією на Vulture, тому його виробництво припинили, випустивши лише 538 екземплярів.

## Застосування

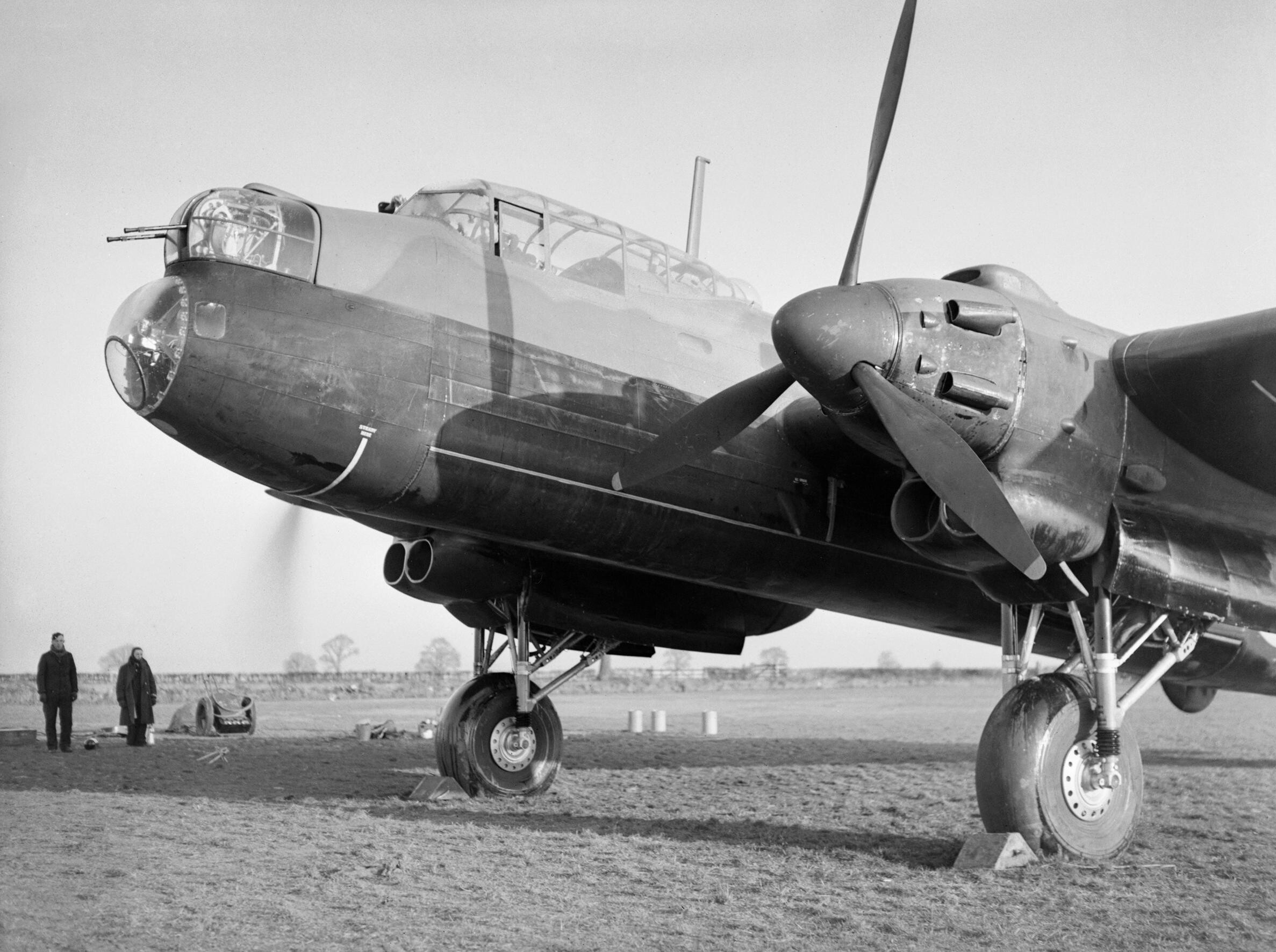
Мотогондола Avro Manchester: видно вихлопні патрубки верхнього та нижнього лівых блоків циліндрів

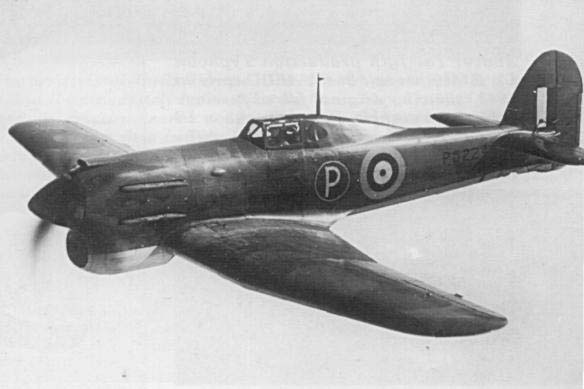
Прототип перехоплювача Hawker Tornado з двигуном Vulture

Vulture був запланований як двигун для перехоплювача Hawker Tornado, однак із припиненням його доведення фірма Hawker Aircraft відставила проект Tornado на користь Typhoon, обладнаного двигуном Napier Sabre. Також було припинено розробку версії бомбардувальника Vickers Warwick під цей двигун.

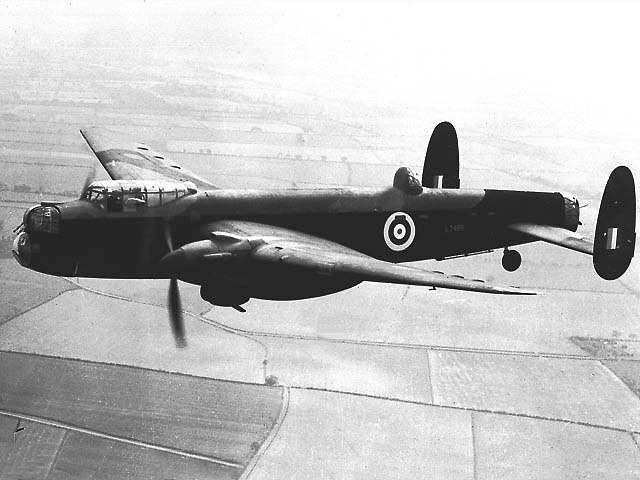
Бомбардувальник Avro Manchester

Єдиним серійним літаком з двигунами Vulture став двохмоторний бомбардувальник Avro Manchester. Коли стали очевидними проблеми з надійністю двигунів, команді розробників Avro Aircraft вдалося переконати Міністерство авіації, що доведення резервного варіанта «Манчестера» з чотирма двигунами Merlin доцільніше, аніж переобладнання заводів фірми під випуск бомбардувальників Handley Page Halifax. Новий літак спочатку називався Manchester Mk. III, а потім був перейменований у Lancaster і досяг видатних успіхів як основний важкий бомбардувальник Королівських ВПС.

## Специфікація (Vulture V)
Шаблон:Pistonspecs

### Споріднені розробки
- Rolls-Royce Kestrel
- Rolls-Royce Peregrine

### Схожі двигуни
- Rolls-Royce Exe
- Rolls-Royce Pennine
- МБ-100